# Durst
Durst var tidigare kända för tillverkning av förstoringsapparater, av hög kvalitet. Idag tillverkar man digitala utrustningar för de professionella fotolaboratorierna.
Företaget är vidare en välkänd tillverkare av digitala etikettpressar samt storformatskrivare för den grafiska industrin. Durst har sitt huvudkontor i Italien men har dotterbolag och agenturer världen över.

## Historia
Durst grundades i början av 1930-talet. I slutet av 2006 avslutade Durst tillverkningen av förstoringsapparater och är numera en betydande tillverkare av digitala storformatskrivare för den grafiska industrin.